# Strandby Sogn
Strandby Sogn er et sogn i Vesthimmerlands Provsti (Viborg Stift). Sognet ligger i Vesthimmerlands Kommune; indtil Kommunalreformen i 1970 lå det i Gislum Herred (Ålborg Amt). I Strandby Sogn ligger Strandby Kirke.
I Strandby Sogn findes flg. autoriserede stednavne:
- Ertebølle (bebyggelse, ejerlav)
- Ertebølle Hoved (areal)
- Grønnerup (bebyggelse, ejerlav)
- Gunderup (bebyggelse, ejerlav)
- Hovenbjerg (areal)
- Myrhøj (bebyggelse, ejerlav)
- Risgårde (bebyggelse, ejerlav)
- Sjørup Gårde (bebyggelse, ejerlav)
- Strandby (bebyggelse, ejerlav)
- Strandby Gårde (bebyggelse)
- Tandrup (bebyggelse, ejerlav)
- Trend (bebyggelse)
- Trend Skov (areal)
- Vestergårde (bebyggelse, ejerlav)
- Ørnebjerg (bebyggelse)